# Andrew Giddings
Andrew 'Andy' Giddings (10. července, 1963 v Pembury, Kent) je britský rockový hudebník, hráč na klávesové nástroje, člen skupiny Jethro Tull od roku 1991.

## Dětství
Když bylo Andrewovi kolem čtyř let, měl dva králíčky. Jak sám říkal, moc se o ně nestaral, dokud mu jednoho dne nezemřeli. Druhý den, co zemřeli, šel Andrew kolem piana v jídelně a zmáčkl dvě klávesy. Zjistil, že když zahraje dvě noty dohromady, vytvoří to smutný zvuk, který mu králíčky připomínal. Aby se mu nestýskalo po králíčcích, nechala ho matka zapsat na hodiny piana.

## Hudební kariéra
Nejdříve Giddings hodiny piana nenáviděl, ale po dvou, třech letech začal pořádat veřejná představení. Jeho první vystoupení ve skupině bylo se dvěma spolužáky, kdy hráli na vypůjčené bicí soupravě a něčem, co připomínalo kytaru. Hned jak opustil školu, našel si Andy řádné zaměstnání v obchodě s hudebními nástroji.
O pár let později našel uplatnění ve skupině, která se jmenovala Black Cat, o které říkal, že byla hrozná. Skupina se zapletla s takovými muzikanty jako byli Mike Berry, Tommy Bruce a Jet Harris. V Anglii dosáhl vlažného úspěchu, ale pak nastoupil koncertní turné s Ericem Burdonem. Giddings byl součástí Burdonovy skupiny asi pět let, než se začal více věnovat koncertním turné, nahrávání a vystupování v televizi s ostatními umělci.
Byl povolán do britské popové partičky nazvané „The Cutting Crew“ a stal se na 36 hodin jejím pátým členem, než byl nahrazen někým, kdo měl lepší nástroj než on.

### V Jethro Tull
Andrew Giddings přišel do Jethro Tull v roce 1991, kdy nahradil bývalého klávesáka Maartina Allcocka.
Hrál na albech Catfish Rising, Roots to Branches, Jethro Tull In Concert, J-Tull Dot Com, Living with the Past, The Jethro Tull Christmas Album a Aqualung Live.
Ve skupně Jethro Tull byl nejdéle působícím hráčem na klávesové nástroje a byl nahrazen Johnem O'Harou.

### Post-Tull
Andrew Giddings v současnosti skládá a nahrává hudbu pod pseudonymeme FFANDANGO.